# فرانک براونلی
فرانک براونلی (انگلیسی: Frank Brownlee؛ ‏ ۱۱ اکتبر ۱۸۷۴ – ۱۰ فوریهٔ ۱۹۴۸) بازیگر اهل ایالات متحده آمریکا بود.
از فیلم‌هایی که وی در آن نقش داشته‌است، می‌توان به تعصب، مطابق سن خود رفتار کن، با عشق و نارضایتی، آریزونا، صد سال دوم، آیا کارآگاهان فکر می‌کنند؟، زحمت را کم کن، گشت نیمه‌شب، آوای فاخته، کالیبر بزرگ و ملوانان، مراقب باشید! اشاره کرد.